# Anne Pedersdotter
Anne Pedersdotter (* um 1530 in Trondheim; † April 1590 in Bergen) war eine Frau, die in Norwegen wegen angeblicher Hexerei hingerichtet wurde. Ihr Prozess wurde dank den erhaltenen Gerichtsdokumenten zu einem der am besten erforschten und bekanntesten Fälle der Hexenverfolgung Norwegens.

## Leben
Anne wurde in Trondheim geboren. Am 1. Februar 1552 heiratete sie Absalon Pederssøn Beyer, einen bekannten Humanisten und lutherischen Geistlichen aus Bergen, der ein Studienfreund ihres Bruders Søren Pedersson war. Absalon und Anne bekamen mehrere Kinder. 
Nachdem eine andere Frau sie als Hexe beschuldigt hatte, kam es im Jahr 1575 zu einer Gerichtsverhandlung. Ihr wurde vorgeworfen, den Onkel ihres Ehemanns, den Bischof Geble Pederssøn, getötet zu haben, so dass ihr Mann Bischof werden könne.
Das Bergener Gericht kam aber zu dem Schluss, dass die Beweislage nicht ausreichend für eine Verurteilung sei. Ihr Ehemann, der ihr einen Freibrief des dänischen Königs verschaffte, verstarb allerdings im April 1575. In der Folge breitete sich das Gerücht, dass Anne Hexerei betrieb, immer weiter aus. Sie reagierte auf die Beschuldigungen zunehmend verbittert und wütend, was dazu beitrug, dass sich die Gerüchte weiter verstärkten.

### Erneute Gerichtsverhandlung
Im März 1590 führten die Beschuldigungen erneut zu einer Gerichtsverhandlung. Die Dokumente aus dieser Anklage gehören zu den umfangreichsten noch erhaltenen Unterlagen aus einem Hexenverfolgungsprozess in Norwegen. Sie wurden im Jahr 1890 in einem dänischen Archiv gefunden und später in mehreren Büchern veröffentlicht.
Aus den Unterlagen geht hervor, dass Anne bei den ersten Verhandlungen nicht selbst erschien, sondern ihr Sohn, der Pfarrer Absalon. Dies wurde als eine starke Missachtung des Rechtsprozesses aufgefasst und sie wurde später gezwungen, vor Gericht zu erscheinen. Ihr wurde vorgeworfen, am Tod von fünf Menschen, denen sie eine tödliche Krankheit übertragen habe, beteiligt gewesen zu sein. Auf die Anschuldigung, sie habe ein Kind mit einem Brot vergiftet, entgegnete sie, dass viele Kinder in der Stadt stürben, aber sie nicht alle umgebracht habe.
Anne wurde zudem beschuldigt, das etwa 20 Jahre lang für sie tätige Dienstmädchen Elina dreimal als Pferd verwendet zu haben, um an Weihnachten zu Hexentreffen am Lyderhorn reiten zu können. Elina sagte als Zeugin vor Gericht aus, dass sie dort mit anderen Pferden angebunden gestanden habe, als die angeblichen Hexen planten, die Stadt Bergen durch Brände und Naturkatastrophen zu zerstören. Beim dritten Treffen soll laut Elina ein Mann in weißen Kleidern erschienen sein, der die Gruppe mit den Worten „Mein höchster Herr würde nicht machen, was ihr sagt“ zerschlug. Anne stritt ab, je am Lyderhorn gewesen zu sein. Der Kulturwissenschaftler Nils Gilje stellte fest, dass die Verwandlung eines Menschen in ein Pferd für die Geschworenen wohl nicht absurd klang, da dies in der Zeit des Prozesses für allgemein möglich gehalten wurde und im Einklang mit anderen Zeugenaussagen stand.

### Tod
Anne wurde schließlich trotz des Protests einiger Geistlicher zur Verbrennung auf dem Scheiterhaufen verurteilt. Das Gericht begründete das damit, dass die Heilige Schrift in solchen Fällen eine Strafe fordere. Das Urteil wurde von 37 Personen unterzeichnet, neben dem Lagmann unterschrieben auch Mitglieder des Stadtrates und der Bürgermeister von Bergen. Anne beteuerte bis zu ihrem Tod ihre Unschuld.

## Nachwirkungen
Die Verurteilung von Anne Pedersdotter führte zu einer Welle weiterer Verurteilungen angeblicher Hexen. 30 Jahre später fand in der östlichen Finnmark ein Massenprozess statt, in dem Teile der Argumente aus dem Bergener Prozess wiederholt wurden.

## Rezeption in der Kultur
Das Schicksal von Anne Pedersdotter wurde nach dem Fund der Gerichtsakten in verschiedenen Romanen und Theaterstücken verarbeitet. Hans Wiers-Jenssens Stück Anne Pedersdotter aus dem Jahr 1908, das allerdings bis auf die Namen der Hauptpersonen Anne und Absalon wenig mit dem historischen Geschehen gemein hat, bildete die Grundlage für Carl Theodor Dreyers Film Tag der Rache aus dem Jahr 1943. Auch Ottorino Respighis 1934 uraufgeführte Oper La fiamma basiert auf Wiers-Jenssens Schauspiel, wobei der Librettist Claudio Guastalla die Handlung ins Italien des 7. Jahrhunderts verlegte. Edvard Fliflet Bræin verwendete die Geschichte in den 1970er-Jahren als Basis für sein Opernstück Anne Pedersdotter.
Im Jahr 2002 wurde der sogenannte Heksestein (deutsch: Hexenstein) in Erinnerung an die etwa 350 Personen, die den Prozessen zum Opfer fielen, enthüllt. Er befindet sich nahe dem Ort, wo Anne verbrannt wurde.